# Hermann Paul Müller
Hermann Paul Müller (ur. 21 listopada 1909 w Bielefeldzie, zm. 30 grudnia 1975 w Ingolstadt) – niemiecki kierowca wyścigowy i motocyklowy.

## Kariera
W swojej karierze wyścigowej Müller poświęcił się startom w wyścigach Grand Prix oraz w wyścigach motocyklowych. W latach 1937–1939 był klasyfikowany w Mistrzostwach Europy AIACR. W pierwszym sezonie startów, w samochodzie Auto Union uzbierał łącznie 33 punkty. Został sklasyfikowany na czternastej pozycji w klasyfikacji generalnej. Rok później punktów miał w dorobku o trzynaście mniej. Według ówczesnej punktacji oznaczało to awans na piąte miejsce w końcowej klasyfikacji kierowców. W sezonie 1939 w samochodzie Auto Union odniósł zwycięstwo w zaliczanym do klasyfikacji Grand Prix Francji. Grand Prix Niemiec ukończył na drugiej pozycji. Uzbierane dwanaście punktów dało mu tytuł mistrzowski. W tym samym roku stanął również na najniższym stopniu podium Grand Prix Belgradu.
Po wojnie Niemiec startował głównie w wyścigach motocyklowych. W latach 1952–1955 uczestniczył w rundach zaliczanych do klasyfikacji Motocyklowych Mistrzostw Świata. Odniósł łącznie jedno zwycięstwo i siedmiokrotnie stawał na podium. W 1955 zdobył tytuł mistrzowski w klasie 250 cm³.